# فيليب جوريتشيتش (ممثل)
فيليب جوريسيس بالكرواتية Filip Juricic ممثل كرواتي  ولد في الرابع من أبريل عام 1981 بمدينة زاجرب بكرواتيا، بدأ الفنان فيليب جوريديتش حياته الفنية في عام 2003 حيث شارك بدور صغير في فيلم هنا، ومن أهم الفنية الأعمال التي ظهر فيها الفنان فيليب جوريديتش الفيلم القصير الشمسية والذي عرض في عام 2012، ومن  أهم الأدوار التي قدمها الفنان فيليب جوريديتش دور دينكو بيليتش في المسلسل الدرامي الرائع لارا والذي عرض الجزء الأول منه في عام 2011. - بدا ياته الفنية في عام 2003 من خلال دور صغير في فيلم بعنوان هنا وهو فيلم كرواتي رائع قام ببطولته عدد من نجوم الفن ومن أبرزهم ياسمين تيلالوفيك وماريجا تاديك وزلاتكو كرنكوفيتش وإيفو جريجوريفيتش، وهو فيلم درامي يعتبر من أهم الأعمال السينمائية الكرواتية على مستوى الفن في كرواتيا وقد ضم عدداً كبيراً من النجوم الين أثروا العمل وقد زاد هذا العمل من شهرة وكان من بن هؤلاء النجوم الذين حققوا الشهرة والذين كانت بداياتها في هذا العمل، وقد قام الفنان فيليب جوريديتش في هذا الفيلم بأداء دور الشاب برودافاك. الحب في الشوارع الخلفية هو مسلسل رومانسي رائع شارك فيه الفنان فيليب جوريديتش بدور جيد بالنسبة للدور الذي قدمه في الفيلم الأول في حياته ففي هذا الفيلم قام الفنان فيليب جوريديتش بدور ماركو الشاب العاشق وهو دور جديد عليه ولكنه قدمه ببراعة رائعة لدرجة أن أحداً لم يتخيل أن من قام بدور برودفاك هو من قام بدور ماركو الرومانسي، وشارك في بطولة هذا المسلسل عدد من النجوم البارزين من أهمهم ماجا نوفاليجتشي وإيفا فيسكوفيتشي وزياد جراسيتشي وكريتسينا كريبلا، وعرض هذا المسلسل في عام 2005.

## حياته الشخصية
قضى الفنان فيليب جوريسيس فترة الطفولة والشباب في مدينة زغرب بكرواتيا والتي تعتبر أكبر مدن كرواتيا من حيث المساحة وعدد السكان، وقد نشأ في هذه المدينة وسط عائلة فنية عريقة فوالده هو الفنان بيرو جوريديتش، وهو الفنان الذي قام ببطولة فيلم المحطة والذي عرض في عام 2009، وقد شجعه والده على تنمية موهبته الفنية خاصة وأن الأساسيات الفنية موجودة لديه بالفعل فكثيراً ما شارك الفنان فيليب جوريديتش *في العروض الفنية التي كانت تقام في المدرسة، والتي كان يبلي فيها بلاءاً رائعاً ويؤدي أداءاً فنياً راقياً.
منذ كان فيليب جوريديتش في عامه الثالث كان يتحدث بطلاقه، هذا ما قاله الفنان بيرو والد الفنان *فيليب جوريديتش في لقاء صحفي حيث أخبر المضيفة بأن الفنان فيليب جوريديتش نابغ منذ صغره وأنه سيدخل عالم الفن من أوسع أبوابه فهو يمتلك الموهبة والدراسة الفنية في نفس الوقت، وكان ذلك في حفل تخرج دفعة 2002 من معهد التمثيل، حيث كان ترتيبه السابع في هذه الدفعة.
ومن المراحل الهامة في حياة الفنان فيليب جوريديتش اليوم الذي تعرف فيه على الكاتبة الصحفية الشابة ميتا روزيتش والتي تعرفت عليه في أحد المحافل الفنية في عام 2003 ونشأت بينهما صداقة  عميقة واتفقا على الزواج ولكنهما انفصلا مؤخراً على الرغم من أنهما أنجبا ابنهما الوحيد جان.

## حياته الفنية
بدأ الفنان فيليب جوريديتش حياته الفنية في عام  2003 من خلال دور صغير في فيلم بعنوان هناك وهو فيلم كرواتي رائع قام ببطولته عدد من نجوم الفن ومن أبرزهم ياسمين تيلالوفيك وماريجا تاديك وزلاتكو كرنكوفيتش وإيفو جريجوريفيتش، وهو فيلم درامي يعتبر من أهم الأعمال السينمائية الكرواتية على مستوى الفن في كرواتيا وقد ضم عدداً كبيراً من النجوم الين أثروا العمل وقد زاد هذا العمل من شهرة عدد كبير من الوجوه الشابة، التي كانت بداياتها في هذا العمل، وقد قام الفنان فيليب جوريديتش في هذا الفيلم بأداء دور الشاب برودافاك.
الحب في الشوارع الخلفية هو مسلسل رومانسي رائع شارك فيه الفنان فيليب جوريديتش بدور جيد بالنسبة للدور الذي قدمه في الفيلم الأول في حياته ففي هذا المسلسل قام الفنان فيليب جوريديتش بدور ماركو الشاب العاشق وهو دور جديد عليه ولكنه قدمه ببراعة رائعة لدرجة أن أحداً لم يتخيل أن من قام بدور برودفاك هو من قام بدور ماركو الرومانسي، وشارك في بطولة هذا المسلسل عدد من النجوم البارزين من أهمهم ماجا نوفاليجتشي وإيفا فيسكوفيتشي وزياد جراسيتشي وكريتسينا كريبلا، وعرض هذا المسلسل في عام 2005.
برع الفنان فيليب جوريديتش في الأعمال  الكوميدية بشكل رائع ففي عام 2006 شارك في أحد مواسم المسلسل الكوميدي الرائع لدينا عيادة وهو فيلم يتناول قصة مجموعة من الأطباء المستجدين والذين يعملون في عيادة في أطراف المدينة ولكنهم يواجهون ما لا يواجهه من يمتلكون عيادات في منتصف المدينة، فتأتي إليهم حالات غريبة لم يدرسوها في الكليات، ويتم عرض هذه المواقف من خلال مجموعة من المشاهد الكوميدية الرائعة.
ومن أبرز الأدوار التي قدمها الفنان فيليب جوريديتش دور دينكو بليتش وهو الدور الذي قدمه في المسلسل الدرامي الرومانسي الرائع لارا والذي عرض في عام 2011، وقامت ببطولة هذا المسلسل الفنانة دوريس بينشيتش والتي قامت بدور البطولة وهو دور لارا وشاركها البطولة إيفان هيرسيج والذي قام بدور يعقوب أما الفنانة أيسيجا إودجدانك فقد أدت دور نيلا، وقد لاقى هذا المسلسل استحسان العديد من المشاهدين على مستوى العالم وقد تمت دبلجته للعديد من اللغات العالمية لاسيما اللغة العربية.

## أعماله
شارك بدور صغير في فيلم هناك، ومن أهم الفنية الأعمال التي ظهر فيها الفنان فيليب جوريديتش الفيلم القصير الشمسية والذي عرض في عام 2012، ومن أهم الأدوار التي قدمها الفنان فيليب جوريديتش دور دينكو بيليتش في المسلسل الدرامي الرائع لارا والذي عرض الجزء الأول منه في عام 2011.و كذلك برع الفنان فيليب جوريديتش في الأعمال الكوميدية بشكل رائع ففي عام 2006 شارك في أحد مواسم المسلسل الكوميدي الرائع لدينا عيادة وهو مسلسل يتناول قصة مجموعة من الأطباء المستجدين والذين يعملون في عيادة في أطراف المدينة ولكنهم يواجهون ما لا يواجهه من يمتلكون عيادات في منتصف المدينة، فتأتي إليهم حالات غريبة لم يدرسوها في الكليات، ويتم عرض هذه المواقف من خلال مجموعة من المشاهد الكوميدية الرائعة.و أهم الأعمال التي قدمها:
- [13] منتصف الصيف النار[14]
- [15] أسرار
- [16]اختيار لارا [17] أبرز الأدوار التي قدمها الفنان فيليب جوريديتش دور دينكو بليتش وهو الدور الذي قدمه في المسلسل الدرامي الرومانسي الرائع لارا والذي عرض في عام 2011، وقامت ببطولة هذا المسلسل الفنانة دوريس بينشيتش والتي قامت بدور البطولة وهو دور لارا وشاركها البطولة [18] إيفان هيرسيج والذي قام بدور يعقوب أما الفنانة أيسيجا إودجدانك فقد أدت دور نيلا، وقد لاقى هذا المسلسل استحسان العديد من المشاهدين [19] على مستوى العالم.
- ستيب
- قاعدة: بابا نويل
- قانون الحب
- الجيران إلى الأبد
- عيادة لدينا القليل
- عندما الرنين؟.
- الحب في الشوارع الخلفية
- هناك[20]
- الجنس، البوظة وقصيرة فيوز
- في صمت
- العرض يجب ان يستمر
- مظلة

## وصلات خارجية
- فيليب جوريتشيتش على موقع IMDb (الإنجليزية)
- فيليب جوريتشيتش على موقع قاعدة بيانات الفيلم (الإنجليزية)
- موقع السينما.كوم-معلومات عامة عن حياة الفنان
- معلومات عن الفنان مختصرة في موقع imdb